# Jan Hubáček
Jan Hubáček (7. května 1891 Putim – 26. září 1942 Věznice Plötzensee) byl plukovník československé armády (brigádní generál in memoriam).

## Život
Jako voják rakousko-uherské armády padl za 1. světové války do ruského zajetí. Do vlasti se vrátil v roce 1920, sloužil pak v československé armádě, naposled v hodnosti plukovník pěchoty. Za Protektorátu Čechy a Morava byl velitelem protiněmecké ilegální vojenské odbojové organizace Obrana národa v okresech Písek a Strakonice a v tehdejším okrese Týn nad Vltavou. Byl zatčen a dne 24. června 1942 byl odsouzen k trestu smrti. Dne 26. září 1942 byl v Berlíně, Plötzensee popraven gilotinou. 